# Yodgor Obid
Yodgor Obid (deutsch auch Jodgor; * 15. Dezember 1940 in Taschkent) ist ein usbekischer Schriftsteller.

## Biographie
Yodgor Obid wurde am 15. Dezember 1940 in Taschkent in der damaligen UdSSR geboren. Er übte viele verschiedene Berufe aus, u. a. Kolchosenarbeiter, Bauarbeiter und Hochofenarbeiter. Gleichzeitig schrieb er bereits Gedichte und verfasste Poeme.
Von 1975 bis 1981 wurde er zum Literaturstudium an das Maxim-Gorki-Literaturinstitut in Moskau zugelassen. Gleichzeitig begannen seine Bücher zu erscheinen und wurden mit großem Erfolg in ganz Mittelasien verkauft und gelesen. Yodgor Obid wurde zu einem angesehenen Dichter Usbekistans, der traditionelle Formen mit modernen Inhalten verbindet und dadurch als „Dichter des Volkes“ gilt. Ab Mitte der 1980er Jahre konnten seine Dichtungen offiziell in der UdSSR nicht mehr erscheinen.
Yodgor Obid engagierte sich 1989 als Mitglied der usbekischen Bürgerrechtsbewegung „Birlik“ (Einheit), welche in Zeiten von Perestrojka und Glasnost mit friedlichen Mitteln Demokratie und Bürgerrechte in Usbekistan forderte. Die Proteste gipfelten in großen Demonstrationen in Taschkent und anderen Städten, die gewaltsam aufgelöst wurden. Die Führer der Demokratiebewegung wurden entweder getötet, ins Gefängnis geworfen oder ins Ausland vertrieben. Yodgor Obid flüchtete über den Kaukasus nach Moskau, wo er einige Jahre für Radio Liberty arbeitete. Trotzdem ist er weiteren Verfolgungen aus Usbekistan, welches inzwischen diktatorisch vom ehemaligen Generalsekretär der Usbekischen Kommunistischen Partei, Islom Karimov regiert wird, ausgesetzt.
1996 war Obid-Preisträger der Organisation Human Rights Watch in Helsinki. 1997 flüchtete er nach Österreich und war erster Stipendiat im Rahmen des Projektes Graz – Stadt der Zuflucht von 1996–1998. In dieser Zeit wohnte er am Schloßberg der Stadt. Von 1998 bis 2000 war er Stipendiat in Götzis in Vorarlberg, 1998 erhielt er die Zuerkennung des Status „Politischer Asylant“ in Österreich. 2003 erlangte er die österreichische Staatsbürgerschaft, er lebt und arbeitet in Österreich. 2007 wurde er Mitglied des Zentrums der Schriftstellerinnen und Schriftsteller im Exil deutschsprachiger Länder (Exil-P.E.N.).
Yodgor Obid bezeichnet das aktuelle politische System in Usbekistan als Baschismus, ein Wortspiel aus Faschismus und Bolschewismus.
Literarisch verbindet Yodgor Obid traditionelle Formen der mittelasiatischen Dichtung mit aktuellen Inhalten zu kräftigen, schwermütigen und rhythmisch einprägsamen Gedichten. Seine Inhalte kreisen um Sehnsucht nach der Heimat, der Liebe, dem Leiden des usbekischen Volkes und der Hoffnung. Yodgor Obid ist noch immer, trotz seines Exils, einer der bekanntesten Dichter Usbekistans.

## Bibliographie
- 1975 ”Das Märchen vom Schwan”, Kinderbuch; ”Der Blick”
- 1977 ”Schicksal”
- 1980 ”Auf deinen Wimpern Sterne”
- 1985 ”Das Gespräch”
- 1996 ”Die Rebellion”, (in Schweden erschienen) - ”Bonu”, (in Schweden erschienen)
- 1998 ”Das goldene Schiff” Gedichte, usbekisch-deutsch (Die erste Veröffentlichung eines usbekischen Autors auf Deutsch, Verlag Leykam, Graz)
- 2000 CDs von Gedichten, gelesen in usbekischer und deutscher Sprache Gedichte
- 2002 ”Die verzauberte Drachenhöhle” Märchenpoem, deutsch - ”Berge gebt mir euer Herz” Gedichte, usb-dt.
- 2007 Beitrag (Gedichte) in der Anthologie „Halbwegs zum Himmel“, Leykam Verlag, Graz

sowie zahlreiche Lyrikübersetzungen ins Usbekische aus dem Französischen, Spanischen, Ungarischen, Russischen.
- 2006 Aus dem Gedichtband „Das goldene Schiff“ Kompositionen „Lieder eines Fremden“, als Auftragswerk des Vorarlberger Chorverbandes an Mag. Thomas Thurnher, geb. 1966 in Dornbirn, studierte in Wien Kirchenmusik und Komposition am Landeskonservatorium Feldkirch bei Herbert Willi. Vorgetragen am 26. November 2006 am Vorarlberger Landeskonservatorium Feldkirch von ausgewählten Chören. Der Dichter Yodgor Obid war selbst anwesend. Wurde vom ORF aufgezeichnet.
- 3. August 2007: Erste „TELECECHANA“ des Dichters. Lesung seiner Werke aus einem „virtuellen usbekischen Teehaus“ im Haus KB5 Kirchbach in der Steiermark und einem Vorlesungssaal am Campus der State University Indiana in Bloomington (USA) in Kooperation mit ACES Association of Central Eurasian Students at Indiana University mittels eines Videokonferenzsystems. Der Teehauscharakter wurde u. a. dadurch unterstützt, dass an beiden Orten Grüner Tee an das Publikum ausgeschenkt wurde.
- 5. Jänner 2008: Erstausstrahlung seines 4-wöchentlichen Literaturmagazines „Radio Cheichana“ auf dem alternativen Radiosender Radio Helsinki in Graz. Inhalt des usbekisch-deutschsprachigen Magazines sind Lyrik und Kultur aus Usbekistan und Mittelasien.
- Juni 2012: Jodgor Obids neues Buch „Der Rufer in der Wüste“ (200 Gedichte auf usbekisch verfasst) erscheint beim Verlag Lulu.com. Es ist dies sein erstes Buch seit 10 Jahren.